# メタルダスト
メタルダスト (Metal Dust) は、金属を削った時に出来る「切りくず」を素材として創作した作品のブランドである。

## 由来
- 元来、「切りくず」は製造現場で産出される産業廃棄物であるが、材料や加工方法によって形・色が多種多様である。この「切りくず」がアートの素材として甦り、個展等に展示されるようになった。

## 経緯
- 2005年、ロングスローディスタンス　ヒロ（Hiro, 1970年1月18日 - ）代表が製造現場で出来る「切りくず」をアート分野に広めることが出来ないか模索を開始。
- 2006年、3月にRoyal Buddy主催の個展「STRENGE　TRIP」（於：かめやま美術館）に共同出展。5月にがれりありあり（大阪市西区）にて「東川和正　メタルダストの彷徨」に天目陶芸とコラボ展示。